# Павло Домжив-Люткович-Телиця
Павло Домжив-Люткович-Телиця (кін. XVI — бл. 1634 р.) — громадський та церковний діяч, проповідник, учитель, письменник, друкар, ієромонах.

## Життєпис
Про походження Павла Домжив-Лютковича-Телиці нам нічого не відомо. На основі аналізу його прізвища прийшли до висновку, що він походив із села Лютків (нині Монастирського району Львівської області), а його предки належали до вигнаних з Чехії Фердинандом I Габсбургом переселенців, які не захотіли змінити «старослов'янський обряд».
Десь наприкінці XVI ст. або в перші роки XVII ст. Павло постригся в ченці Києво-Печерської лаври. Ймовірно, деякий час перебував у Святодухівському монастирі при Віленському братстві, де вивчав друкарську справу. У 1609 р. він був посланий від братства на сейм до Варшави. Пізніше організовував акції проти греко-католицького єпископа Іпатія Потія в Новогрудку. Тоді Павло заявив про себе як активний діяч антиуніатського руху.
У 1610 р. Павло разом з Логвином (Леонтієм) Карповичем друкує у Вільно полемічний твір М.Смотрицького «Тренос». Король Речі Посполитої Сигізмунд III наказав конфіскувати друкарню і ув'язнити видавців «Треноса». Павло змушений був переховуватися на Волині, очевидно, в Дерманському монастирі, який тоді був оплотом православних консерваторів. У 1611 р. він стає ігуменом Петропавлівського монастиря в Мінську, який був тісно пов'язаний з Віленським братством. Однак тут бував рідко, бо продовжував керувати братською друкарнею.
Орієнтовно 1617 р. Павло разом із своїм помічником (теж православним ченцем) Сильвестром опинився в с. Угорці (тепер Нагірне) на Галичині, де вони знайшли підтримку з боку багатого шляхтича Олександра Федоровича Шептицького та створили Угорцівську друкарню. Тут друкарі видали три книги.
Першою стала «Коротка збірка слів із божественного Писання і з поясненням викладу святими апостолами дванадцяти артикулів православної віри», яка була опублікована 30 березня 1618 р. Це був своєрідний підручник для навчання. Цікаво відзначити, що в ньому є багато розмовних українських слів та виразів. Пояснення молитов, а то й деякі молитви в цілому даються українською мовою.
Другою книгою, надрукованою в с. Угорцях, став «Короткий хронологічний літописець» (1619). Сама книга не дійшла до нас. Але зберігся її рукописний варіант.
Третім угорцівським друком стали «Апостоли і євангелія на всі неділі, свята й вибраних святих» (1620). Це було відносно велике видання — 136 листів.
Всі угорцівські видання вийшли за підтримки Олександра Шептицького. Вони не відзначалися особливою розкішшю. I. Огієнко відзначав, що ці друки «бідні й прості технікою; прикрас дуже мало, та й ті вбогі».
Наприкінці грудня 1621 р. Олександр Шептицький помирає і Павло разом зі своїм помічником Сильвестром перебираються до Мінська, де знову стає ігуменом Петропавлівського монастиря. Тут вони в 1622 р. видають «Казання на пам'ять по вмерлому його милості пану Олександрові Федоровичу Шептицькому» з посвятою дружині та сину їхнього колишнього мецената.
Потім Павло та Сильвестр їдуть на Волинь і оселяються в добре відомому Загорівському монастирі. Тут вони працюють над підготовкою до друку «Псалтиря». Щоправда, цю книгу їм тут не вдалося видати. На запрошення Григорія Святополка-Четвертинського вони переїхали в село Четвертня в місцевий Спасо-Преображенський монастир, де 27 липня 1625 р. й надрукували «Псалтир». Книга була велика за обсягом — 244 аркушів. На звороті заголовного аркуша містився герб Четвертинських, а потім ішла присвята книжки від друкарів Павла та Сильвестра. При цьому вони зазначали, що укладати «Псалтир» почали з благословення Захарії — настоятеля Загорівського монастиря Різдва пресвятої Богородиці.
Із Четвертні на запрошення Луцького Хрестовоздвиженського братства Павло і Сильвестр переселяються до Луцька. Ймовірно, цьому сприяв Григорій Святополк-Четвертинський, який виступав одним із засновників цього братства.
На жаль, діяльність друкарів у Луцьку не була успішною. Тут вони в 1628 р. опублікували невелику книжечку «Лямент по святобливо вмерлім… Іоану Васильовичу пресвітеру», яка була надрукована на 11 аркушах і об'єднала кілька поетичних творів. Один із них, що дав назву книжці, написав ієродиякон Давид Андрієвич, чернець Луцького братського монастиря. Цей твір займав 9 сторінок. Далі йшов «Трен нищих спудеїв школи братської Луцької» на 3 сторінки, який підписав Григорій Соминович, пентіарх школи Луцького братства. Далі була «Еклегія» Іоана Карповича на 4 сторінки. У книзі була непідписана поезія-анаграма, де можна було прочитати, хто був померлий Іван Васильович, священик Луцького братства. Цей твір належав до перших зразків «курйозної» барокової поезії, яка розвинулася в другій половині XVII ст. в Україні. У «Ляменті…» був вміщений ще «Епітафіон». Із нього довідуємося, що священик Іоан Васильович прожив 55 років, із яких 29 — в сані ієрея. Сім останніх років був улюбленим пресвітером Луцького братства. Помер Іоан Васильович 8 лютого 1628 р. опівночі. На книжці стоїть дата 11 лютого 1628 р. Ймовірно, цього дня ховали покійника і на цей же день могла бути видрукувана книжечка як своєрідна пам'ятка про померлого.
Збірник «Лямент…» багато в чому типовий для тогочасної поезії. У ньому червоною ниткою проходить тема смерті, яка стала однією з центральних у барочній культурі.
Цього ж року Павло та Сильвестр видрукували ще одну книжку «Епидикіон, або вірші жалобні на поховання Василиси Яцківни», автором якої був луцький міщанин Степан Полумеркович. На жаль, цього твору не вдалося знайти.
У Луцьку друкарі не мали можливості нормально працювати. Тут проживало чимало агресивно налаштованих католиків, які постійно нападали на місцевих православних братчиків. Таких нападів не уникнув друкар Павло, про що засвідчує запис у Луцькій гродській книзі. У ній 6 травня 1628 р. зафіксована скарга, що на нього напав дзвонар католицького костьолу Собко.
Ймовірно, через переслідування Павло разом із Сильвестром прибули на запрошення пана Адама Урсула-Рудецького до села Чорна, що лежало на березі річки Горинь. Тут існував Спасо-Преображенський монастир, фундатором якого і виступав А.Урсул-Рудецький. У цьому монастирі й поселилися Павло та Сильвестр. Спочатку тут їм велося непогано. Вже в 1629 р. вони випустили дві книжки.
Першою з них була книга «Часослов», на якій стоїть дата 10 серпня. Її обсяг — 495 аркушів. На обкладинці головного листа вміщено герб князя Четвертинського і посвяту йому. Не виключено, що цю книгу почали складати ще в Четвертні, а завершили лише в Чорній.
Другою книгою став «Діалог, або Розмова людини хворої чи помираючої зі своїм духом», надрукована на 36 аркушах. Це переклад з польської мови твору католицького ксьондза Ст. Решки. Не виключено, що цей переклад здійснив сам Павло Домжив-Люткович-Телиця, надавши йому православного звучання. Дана публікація до нашого часу не збереглася. Однак Ю.Яворський вважав, що на основі цього твору була зроблена рукописна копія «Розмова про смерть людини з ангелом», вміщена в одному із збірників Києво-Михайлівського монастиря. Дослідник детально описав цей твір. У ньому акцентується увага на тому, що людина повинна постійно думати про смерть, не піддаватися спокусам і піклуватися про забезпечення свого спасіння. Загалом даний твір у деяких моментах був співзвучний виданому в Луцьку «Ляменту…», принаймні в плані трактування проблеми смерті.
Відчуваючи свою недалеку кончину, Павло Домжив-Люткович-Телиця 23 травня 1630 р. склав дарчий запис на своє майно, яке віддавав Чорненському монастирю. Основну частину цього майна складали друкарня й книги. Ймовірно, він сподівався, що цей монастир стане своєрідним видавничим осередком.
У 1631 р. пішов із життя А.Урсул-Рудецький. Перед своєю смертю він передав Спасо-Преображенському монастирю в Чорній ряд угідь. Його син Дмитро не захотів визнавати фундуш свого батька й почав переслідувати чернеців цієї обителі. Тоді Павло Телиця, будучи ігуменом даного монастиря, звернувся до Петра Могили, щоб той взяв його під опіку Києво-Печерської лаври. Це було зроблено. Проте Д.Урсул-Рудецький не дав спокою чернецям. Він намагався вигнати їх із Чорної. Павло Телиця змушений був судитися з ним. Звичайно, в таких умовах було не до видавничої діяльності.
Помер Павло Домжив-Люткович-Телиця орієнтовно в 1634 р. в сані ігумена Чорненського монастиря. Його на ігуменстві заступив Сильвестр, який невдовзі 9 серпня 1635 р. відписав у своєму духовному заповіті друкарню та книги Луцькому братству. Друкувати книги тут не було ніякої змоги. Ймовірно, десь незадовго після цього Сильвестр помер. На жаль, про нього ми багато не знаємо. Відомо, що чимало років він був соратником Павла Домжив-Лютковича-Телиці.
Ігумен Неофіт перевіз друкарню та книги до Луцька. Проте братство мало скористалося цим спадком. Щоб друкарня функціонувала, потрібні були не лише майстри, а й подвижники. Щоправда, в 1640 р. луцькі братчики надрукували «Апостол та євангелія на неділі, свята й вибраних святих на весь рік». Але це не було оригінальне видання, а передрук (хоча й трохи видозмінений) відповідного Угорцівського видання.
Отже, особі Павла Домжив-Лютковича-Телиці та Сильвестра маємо одних із перших професійних українських друкарів та видавців. Їхня доля — дзеркало тогочасного українського кириличного книгодрукування. В силу різних обставин воно помітно відставало від латинського друкарства Західної й навіть Центральної Європи.

## Українське кириличне друкарство
Українське кириличне друкарство в зазначений період так і не стало цілком самодостатньою комерційною справою. Тому друкар Павло та його помічник Сильвестр змушені були постійно шукати «спонсорів» для своїх видань. Схоже, всі чи майже всі книги, видані Павлом та Сильвестром, вийшли за рахунок коштів багатих шляхтичів та інших заможних людей, зокрема, священиків та міщан. Люди, жертвуючи гроші на друк книг, як колись на їхнє переписування, очевидно, вважали це богоугодною справою, яка допоможе їм у справі спасіння й увічнить їхнє ім'я.
На жаль, таких жертводавців було не так то й багато. Варто враховувати, що в той час православна шляхта, принаймні, найбільш освічена та заможна її частина, почала відходити від православ'я. Щодо українського православного міщанства, то воно не було достатньо заможним й культурним. Все це в кінцевому рахунку значно звужувало коло потенційних спонсорів кириличних друкарів.
Звідси «мандрівність» перших українських видавців. Вони, як це робили Павло й Сильвестр, переїздили з місця на місце, шукаючи для себе спонсора та відносно нормальних умов для роботи. Такими місцями часто ставали православні монастирі. Це було обумовлено тим, що першодрукарі були здебільшого людьми церковними, переважно ченцями. До того ж монастирі виступали традиційним місцем, де виготовлялися книги. Так що друкування тут книг виглядало по-своєму логічною справою. Також монастир давав можливість друкарям уникати «мирської суєти», зосереджуватися на непростій справі підготовки видань до друку.
Видання українських першодрукарів (і тут Павло з Сильвестром не були винятками) мали в більшості випадків церковний характер. Це обумовлювалося не стільки церковністю видавців, скільки чинниками іншого характеру. Річ у тім, що на той час в українських умовах споживачем друкованої в більшості випадків виступала церква. Саме для потреб церкви друкувалися біблійні книги й книги богослужбового характеру. Близькими до них були церковні книги, що використовувалися для навчання дітей грамоті, наприклад, «Псалтир». У цьому випадку видавці могли розраховувати на відносно пристойні тиражі (кілька сотень чи навіть тисяч примірників), що забезпечувало комерційний успіх. Тому на таких виданнях Павло та Сильвестр зосереджували основну увагу.
Пробували вони друкувати й твори нецерковні, зокрема вірші на смерть тих чи інших осіб. Такого роду епітафічна поезія набула в той час поширення в Україні. Звісно, ці друки мали своїх замовників і на них видавці могли щось заробити.
Були в Павла та Сильвестра й дещо «нетрадиційні» видання. Наприклад, «Короткий хронологічний літописець». Можливо, це видання, видане на кошти Олександра Федоровича Шептицького, засвідчувало інтерес цього пана до історії. I тому цей друк можна трактувати як вияв історичної свідомості тогочасної української шляхти.
Дещо осібно також стоїть видання «Діалог, або Розмова людини хворої чи помираючої зі своїм духом». Цей релігійно-дидактичний твір, ймовірно, став «лебединою піснею» Павла Домжив-Лютковича-Телиці. Відчуваючи наближення своєї кончини, він вирішив опублікувати книгу, де би осмислювалася проблема смерті та людського існування.

## Праці
Праці які були надруковані Павлом Телицею та Сильвестром:
- «Коротка збірка слів із божественного Писання і з поясненням викладу святими апостолами дванадцяти артикулів православної віри», надрукована в Угорцях 30 березня 1618 р.
- «Короткий хронологічний літописець» (1619). Сама книга не дійшла до нас. Але зберігся її рукописний варіант.
- «Апостоли і євангелія на всі неділі, свята й вибраних святих» (1620)
- «Казання на пам'ять по вмерлому його милості пану Олександрові Федоровичу Шептицькому» 1622 р.
- «Псалтир» 1625 р.
- «Лямент по святобливо вмерлім… Іоану Васильовичу пресвітеру» 1628 р.
- «Епидикіон, або вірші жалобні на поховання Василиси Яцківни»
- «Часослов»
- «Діалог, або Розмова людини хворої чи помираючої зі своїм духом»